# Џерард (Колорадо)
Џерард (енгл. Gerrard) насељено је место без административног статуса у америчкој савезној држави Колорадо.

## Демографија
По попису из 2010. године број становника је 278.
| Група             | 2000.    | 2010.       |
| Белци             | 0 (0,0%) | 246 (88,5%) |
| Афроамериканци    | 0 (0,0%) | 3 (1,1%)    |
| Азијати           | 0 (0,0%) | 0 (0,0%)    |
| Хиспаноамериканци | 0 (0,0%) | 23 (8,3%)   |
| Укупно            | 0        | 278         |